# Mimoxylamia
Mimoxylamia is een kevergeslacht uit de familie van de boktorren (Cerambycidae). De wetenschappelijke naam van het geslacht werd voor het eerst geldig gepubliceerd in 1977 door Breuning.

## Soorten
Mimoxylamia is monotypisch en omvat slechts de volgende soort:
- Mimoxylamia gentyi Breuning, 1977